# Corte
Corte je francouzská obec a vesnice v departementu Haute-Corse v regionu Korsika. V roce 2022 zde žilo 7 549 obyvatel. Je centrem arrondissementu Corte.

## Vývoj počtu obyvatel
Počet obyvatel